# Muzaffarpur
Muzaffarpur est une ville de l'État du Bihar, dans le nord de l'Inde. En 2011, elle est peuplée de 396 590 habitants.

## Géographie
La ville est dans la plaine du Terraï, à environ 60 km au nord de Patna.

## Personnalités liées à la ville
- Shakeel Ahmad (1956-), homme politique indien né à Muzaffarpur.